# Fritz Ryser
Friedrich Ryser (conocido como Fritz Ryser; 26 de mayo de 1873-13 de febrero de 1916) fue un deportista suizo que compitió en ciclismo en la modalidad de pista. Ganó dos medallas en el Campeonato Mundial de Ciclismo en Pista, bronce en 1901 y oro en 1908.

## Medallero internacional
| Campeonato Mundial | Campeonato Mundial | Campeonato Mundial | Campeonato Mundial |
| Año                | Lugar              | Medalla            | Competición        |
| ------------------ | ------------------ | ------------------ | ------------------ |
| 1901               | Berlín (Alemania)  | Medalla de bronce  | Medio fondo (P)    |
| 1908               | Berlín (Alemania)  | Medalla de oro     | Medio fondo (P)    |